# Bundesstraße 6n
Bundesstraße 6n ist die Bezeichnung für mehrere neue Teilstücke der Bundesstraße 6 in Deutschland, die den bisherigen Verlauf dieser Bundesstraße ersetzen oder umgehen.

## Bremen

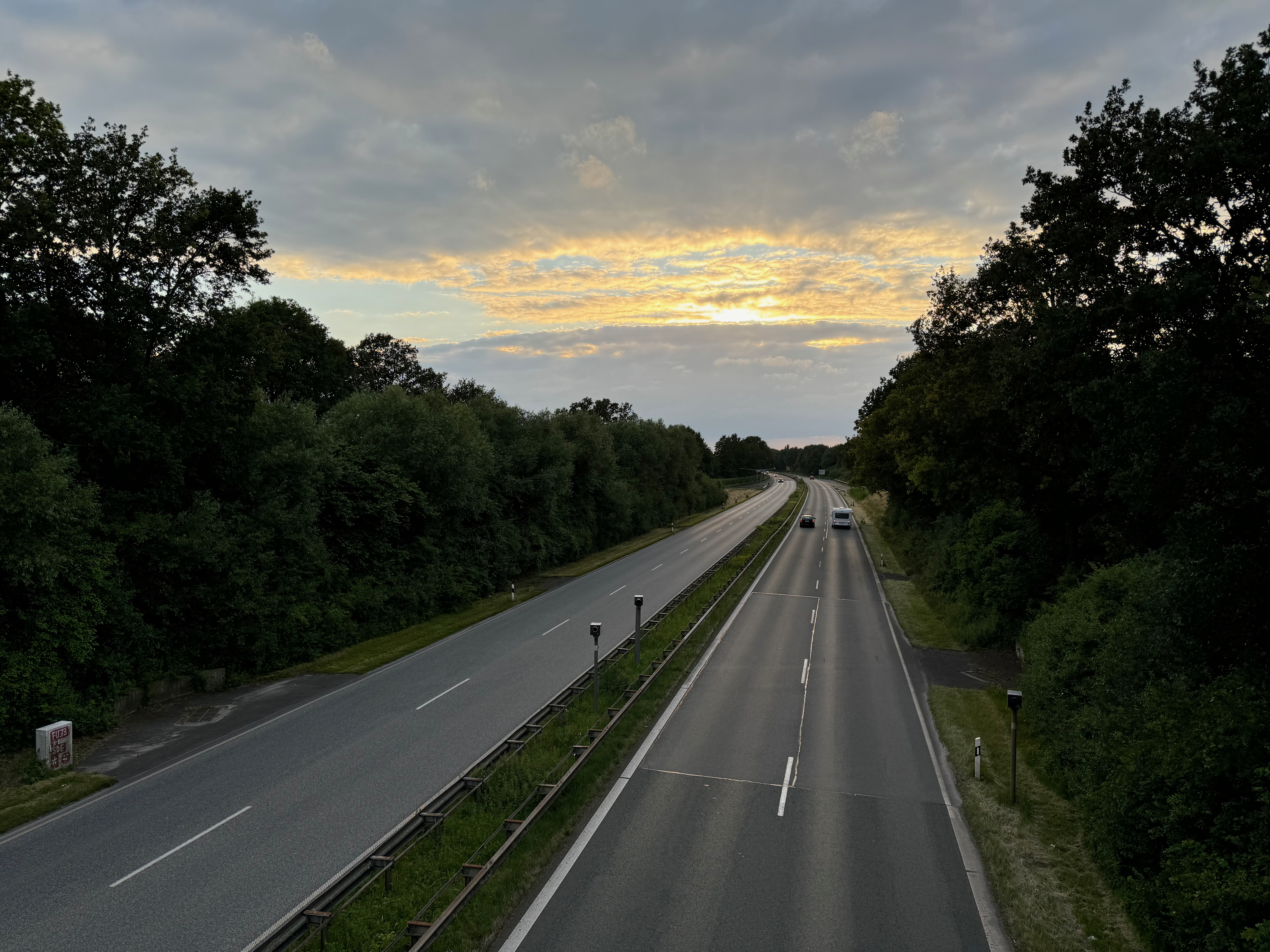
B 6n in Bremen

In Bremen ist es die Bezeichnung für eine Neubaustrecke der Bundesstraße 6, die als Autobahnzubringer Bremen-Arsten (zur A 1) dient, während der ursprüngliche Verlauf der B 6 von Bremen aus über die Anschlussstelle (A 1) Brinkum/Bremen (also weiter südwestlich) führte. Neubaupläne, die B 6n weiter östlich von Weyhe-Sudweyhe, Syke-Barrien und Syke entlang als Umgehungsstrecke zu bauen, wurden bisher immer wieder verworfen.
Außerdem ist es die Bezeichnung einer im Bundesverkehrswegeplan 2030 vorgesehenen Neubaustrecke der Bundesstraße 6 in Bremen von der zu verlängernden Bundesautobahn 281 beim Flughafen zur A 1 bei Brinkum.

## Goslar – Bad Harzburg / Vienenburg – Bernburg

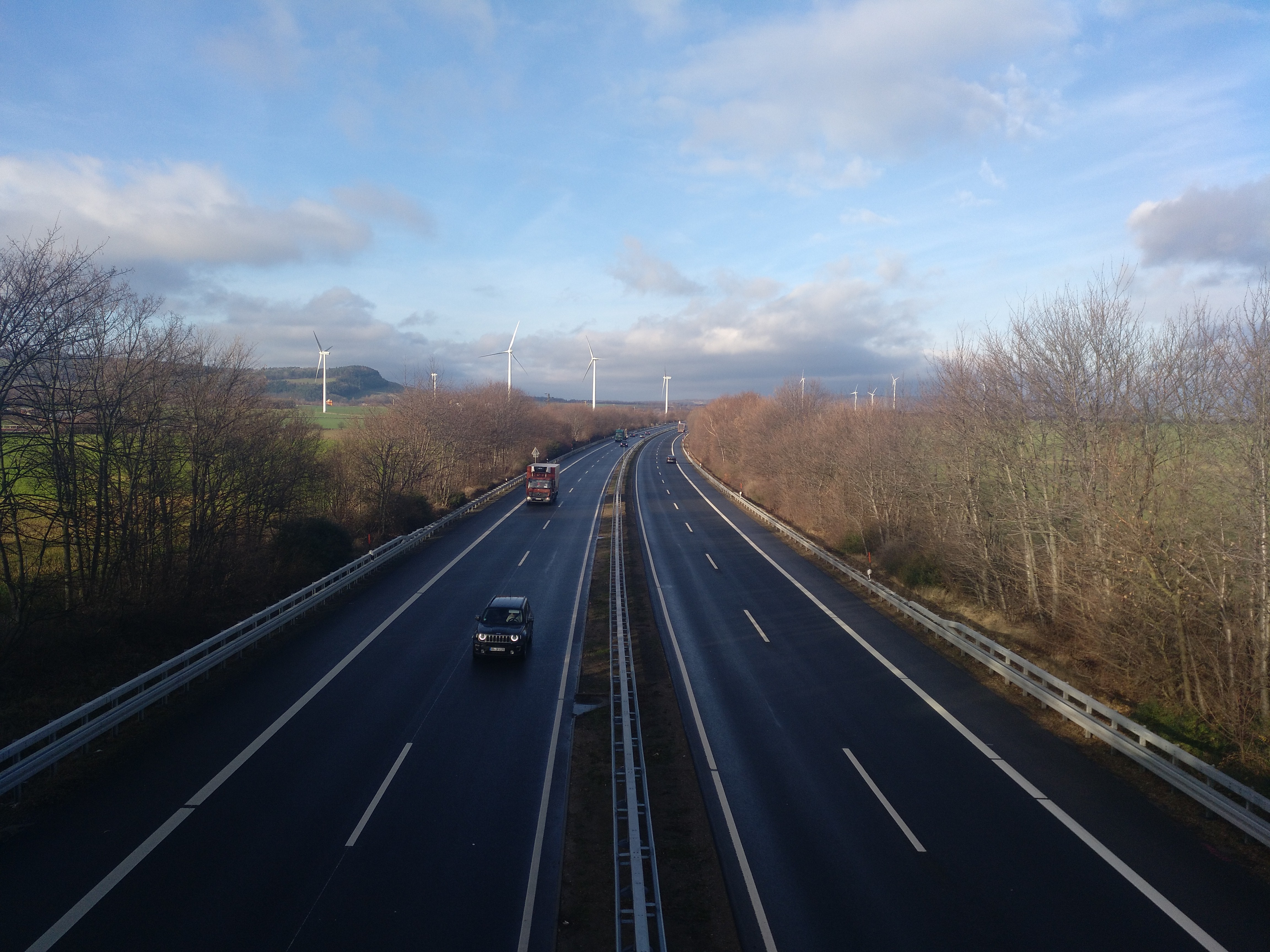
Im November 1982 freigegebene B 6n bei Harlingerode, Dezember 2018

Eine Neubaustrecke zwischen der B 82/B 241 in Goslar und dem Bad Harzburger Dreieck (ehemals BAB 395) wurde bis 1987 als B 6n errichtet und später als B 6 umgewidmet. Ihr Ostteil war ursprünglich als BAB 36 geplant.
Das Bauprojekt vom Dreieck Vienenburg (ehemals BAB 395) bis zum geplanten Kreuz Wolfen (BAB 9) wurde zunächst als B 6n und bis zum 31. Dezember 2018 als B 6 bezeichnet. Der westliche Abschnitt von Vienenburg bis Bernburg wurde 2011 fertiggestellt und zum 1. Januar 2019 zur BAB 36 aufgestuft.

## A36 – Bernburg–Köthen – A9

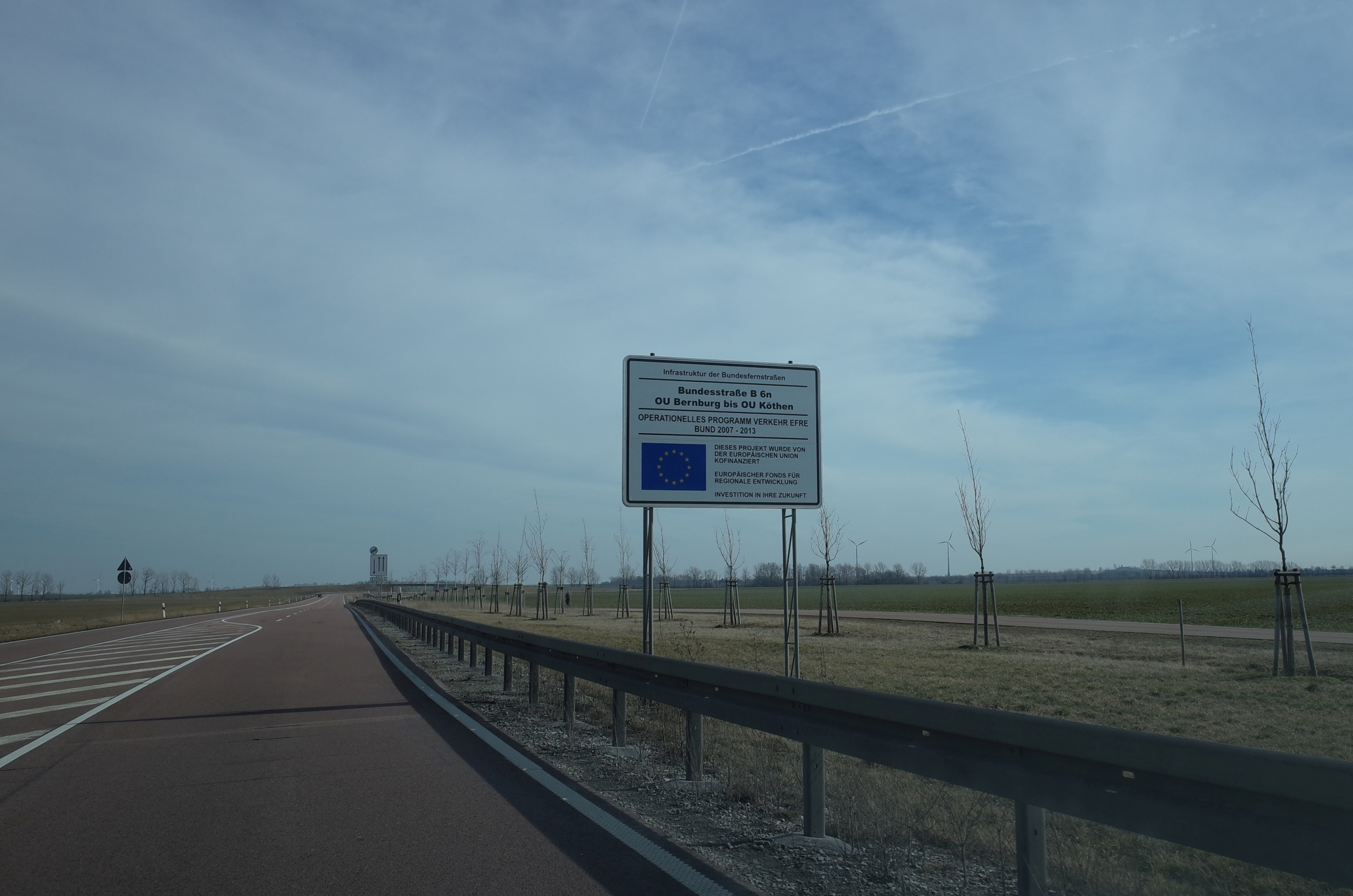
Informationstafel an der B 6n bei Bernburg (Saale)

Während der Abschnitt der jetzigen A 36 im Regelquerschnitt 26 und vierstreifig ausgeführt ist, ist ab der BAB 14 der Straßenquerschnitt auf 21 m ohne Standstreifen reduziert, ab der sogenannten Nordspange bei Bernburg bis zur A9 mit 15,5 m dreistreifig mit abwechselndem Überholfahrstreifen (2+1-System). Die ab Bernburg gebaute Straße ist auch nicht mehr kreuzungsfrei ausgeführt, da nur noch bis zu 15.000 Fahrzeuge anstelle von 36.000 Fahrzeugen täglich im vorhergehenden Abschnitt erwartet werden.
Für die Verlängerung des B-6n-Projekts (als B 6) von der A 14 über Köthen bis zur A 9 hat die Europäische Union 85 Millionen der geplanten 131 Millionen Euro Baukosten beigetragen. Bei Thurland (etwa 5 Kilometer südlich der Anschlussstelle Dessau-Süd) ist eine Anbindung an die A 9 als AS Thurland vorgesehen. Für diese Verlängerung bestand seit 17. Dezember 2012 Baurecht, die Kosten für dieses 15 Kilometer lange Teilstück wurden mit voraussichtlich 36 Millionen Euro angegeben. Das Teilstück ist heutzutage (Stand: Juni 2019) als B 6 ausgeführt.
Für eine Weiterführung in Richtung Sachsen bzw. Brandenburg existieren Vorüberlegungen: Mit Stand 2010 sollte die Trasse bis Bad Düben (Sachsen) geführt werden. Alternativ wird überlegt, statt einer Führung über Bad Düben in Richtung Torgau die Trasse über Gräfenhainichen in Richtung Lutherstadt Wittenberg zu verlängern, um u. a. die Dübener Heide nicht zu durchschneiden.

### Aktueller Ausbaustand
Der Neubau der Bundesstraße 6 ist zwischen dem Dreieck Vienenburg und der Anschlussstelle Köthen fertiggestellt. Der Abschnitt zwischen Vienenburg und Aschersleben-West war als B 6, der Abschnitt zwischen Aschersleben-West und Bernburg zusätzlich (und im weiteren Verlauf bis Köthen ausschließlich) als B 185 beschildert.
Die B6-Bauabschnitte 1 bis 13 werden seit Januar 2019 als Bundesautobahn 36 geführt. Auch die Bauabschnitte 14 bis 16 sind fertiggestellt und unter Verkehr, vom Bauabschnitt 17 ist der Anschluss an die A 9 fertig, der Bau des 10 km langen Verbindungsstücks verzögert sich seit Jahren.
| Nummer                | Strecke                                   | Länge   | Baubeginn | Verkehrsfreigabe | Widmung |
| --------------------- | ----------------------------------------- | ------- | --------- | ---------------- | ------- |
| 14                    | A 36 – östlich Bernburg                   | 07,3 km | 2010      | 29. Mai 2015     | B6      |
| 14.1                  | A 36 – L 50 (bei Bernburg)                |         | 2010      | 19. Dez. 2011    | B6      |
| 14.2.1                | L 50 – L 65                               |         |           | 19. Dez. 2011    | B6      |
| 14.2.2                | L 65 – Saalevorflutbrücke                 |         |           | 29. Mai 2015     | B6      |
| 14.2.3                | Saalevorflutbrücke – B 185                |         | 2010      | 29. Mai 2015     | B6      |
| 15                    | B 185 östlich Bernburg – Kleinpaschleben  | 03,8 km | Juli 2010 | 22. Nov. 2011    | B6      |
| 16                    | Kleinpaschleben – B 183 (Köthen)          | 13,4 km | März 2011 | 16. Dez. 2014    | B6      |
| 17 (im Bau)           | B 183 (bei Köthen) – Kreuz Wolfen (BAB 9) | 15,3 km | Nov. 2015 | 2026             |         |
| 18–20 (Vorüberlegung) | Kreuz Wolfen (BAB 9) – Bad Düben (B 183)  |         | km        |                  |         |